# Al-A'sha
Al-A'sha (en árabe: اَلأَعْشَى) o Maymun Ibn Qays Al-A'sha (d.c. 570– 625) fue un poeta árabe de la época Jahiliyyah de Riad, Najd.
Viajó a través de Mesopotamia, Siria, Arabia y Etiopía. Fue apodado Al-A'sha que significa "débil de vista" o "ciego como la noche" después de perder la vista. Continuó viajando incluso después de quedarse ciego, particularmente a lo largo de la costa occidental de la península arábiga. Fue entonces cuando recurrió a la composición de panegíricos como medio de subsistencia. Su estilo, que depende de los efectos de sonido y extranjerismos con cuerpo, tiende a la artificiosidad.[cita requerida]
Sus poemas de amor están dedicados al elogio de Huraira, un esclava negra. Incluso antes del tiempo de Mahoma se dice que creía en la Resurrección y Juicio Final, y que fue monoteísta. Estas creencias pudieron deberse a sus interacciones con el obispo de Najrān y los ibadíes (cristianos) de Al-Hirah. Sus poemas fueron alabados por sus descripciones del asno salvaje, de las alabanzas al vino, por su habilidad en el elogio y la sátira, y por las variedades de metro empleadas.
Una de sus qasidah u odas es a veces incluida en la Mu'allaqat, la colección clásica de poesía árabe preislámica hecha por el crítico Abu 'Ubaydah.